# Conus secutor
Conus secutor é uma espécie de gastrópode do gênero Conus, pertencente à família Conidae.